# Agathe Uwilingiyimana
Agathe Uwilingiyimana (ur. 23 maja 1953 w Nyaruhengeri, zm. 7 kwietnia 1994 w Kigali) – rwandyjska polityk, minister edukacji w latach 1992–1993, premier Rwandy w latach 1993–1994. Była pierwszą i jak dotąd jedyną kobietą, która stanęła na czele rwandyjskiego rządu. Mimo iż wywodziła się z ludności Hutu, została brutalnie zamordowana podczas aktu ludobójstwa w 1994 roku.

## Wczesne życie
Agathe Uwilingiyimana urodziła się w rolniczej rodzinie w małej wiosce Nyaruhengeri, około 140 km od stolicy kraju, Kigali. Wkrótce po urodzeniu się Agathe, rodzina wyemigrowała do Belgijskiego Konga w poszukiwaniu pracy. Do Rwandy rodzina Agathy wróciła w 1957 roku, gdzie przyszła premier zamieszkała w mieście Butare. Po osiągnięciu właściwego wieku, Agathe dostała się do wyższej szkoły Notre Dame des Citeaux, gdzie rozpoczęła się jej naukowa kariera. Po zakończeniu szkoły została nauczycielką matematyki w jednej ze szkół w Butare. Tam poznała swojego przyszłego męża Ignace Barahira, w 1977 roku urodziło się ich pierwsze dziecko.
Później Uwilingiyimana wykładała chemię na Narodowym Uniwersytecie Rwandy, za co była później krytykowana przez konserwatywne media, uważające że kobieta nie mogła zdobyć tak szerokiego naukowego wykształcenia.

## Kariera polityczna
W 1992 roku wstąpiła do największej opozycyjnej partii – Republikańskiego Ruchu Demokratycznego. W tym samym roku została powołana na stanowisko ministra edukacji w rządzie Dismasa Nsengiyaremye'a. Do jej najważniejszych osiągnięć na polu edukacji zalicza się m.in. pozwolenie na edukację niezamężnym matkom. 
Agathe Uwilingiyimana była założycielką stowarzyszenia "Seruka", mającego na celu promowanie zwiększania udziału kobiet w życiu publicznym kraju, co zaskutkowało powołaniem niektórych m.in. na stanowiska burmistrzów miast. 18 lipca 1993, po spotkaniu prezydenta Juvénala Habyarimany z przedstawicielami 5 największych partii, Uwilimgiyimana została mianowana pierwszą w historii Rwandy kobietą premierem.

## Zabójstwo
6 kwietnia 1994 został zestrzelony samolot z prezydentem Rwandy Juvénalem Habyarimaną na pokładzie. Nacjonalistyczne bojówki Hutu za śmierć prezydenta obwiniały Rwandyjski Front Patriotyczny, kierowany przez Tutsi. 
W myśl konstytucji, premier Agathe Uwilingiyimana została ogłoszona głową państwa (pełniła obowiązki przez ok. 14 godzin). Nie zgadzali się na to jednak wysocy urzędnicy wojskowi, argumentując, że ma ona małe poparcie społeczne (co zresztą było nieprawdą). Rankiem 7 kwietnia 1994, Agathe Uwilingiyimana oraz jej mąż zostali brutalnie zamordowani przez wierną fundamentalistom Gwardię Prezydencką. Ciało premier zostało zbezczeszczone przez dokonujących mordu mężczyzn. Chroniący szefową rządu żołnierze UNAMIR, według relacji Scotta Petersona, zostali wykastrowani i zamordowani.